# Maputxes
|  | Aquest article tracta sobre el grup humà. Si cerqueu la llengua, vegeu «mapudungun». |

Els maputxes (del mapudungun maputxe: mapu, 'terra' i che, 'poble') són una ètnia d'amerindis sud-americans. Són aproximadament uns 928.000 a Xile, dels quals uns 400.000 encara parlen la llengua nadiua, i potser uns 50.000 a l'Argentina, dels quals uns 40.000 parlen el mapudungun.

## Territori

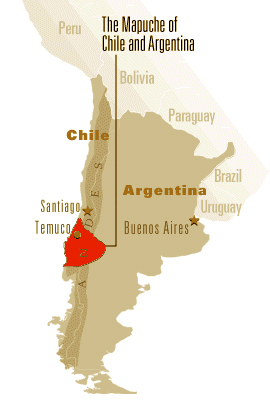
Territori dels maputxes al segle XX

El seu territori, nomenat pels espanyols com Araucanía també anomenat segons indigenistes Wallmapu ('Univers' o 'conjunt de terres circumdants'). Antigament, ocupaven tot el territori xilè al sud del riu Maule fins a l'illa Gran de Chiloé (Chillwe), a les regions del Biobío, l'Araucania, Los Ríos i Los Lagos, així com en bona part de les províncies argentines de Neuquén, La Pampa, Río Negro i Chubut. El país, conegut el 1860 com el Regne de l'Araucania i la Patagònia, comprenia un territori d'1.131.937 km².

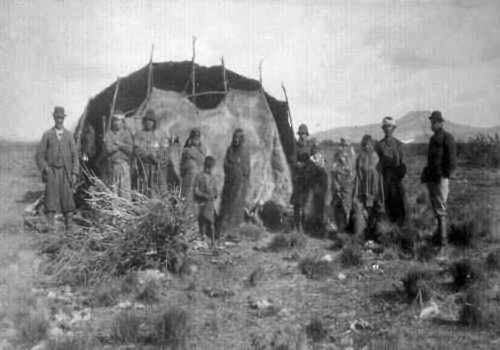
Maputxes en una fotografia de Hans Steffen, 1897

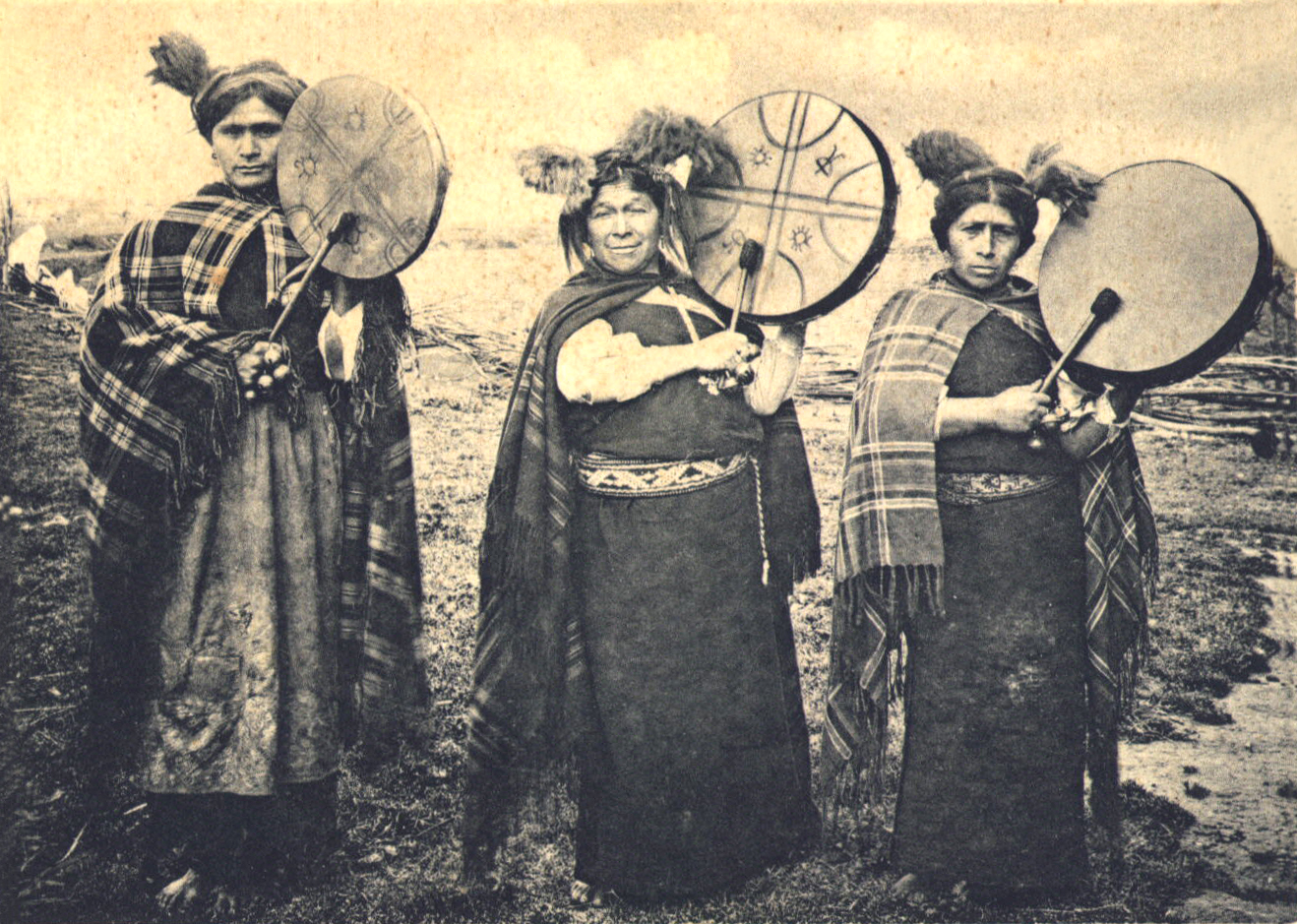
Machis (xamans) maputxes

## Divisió

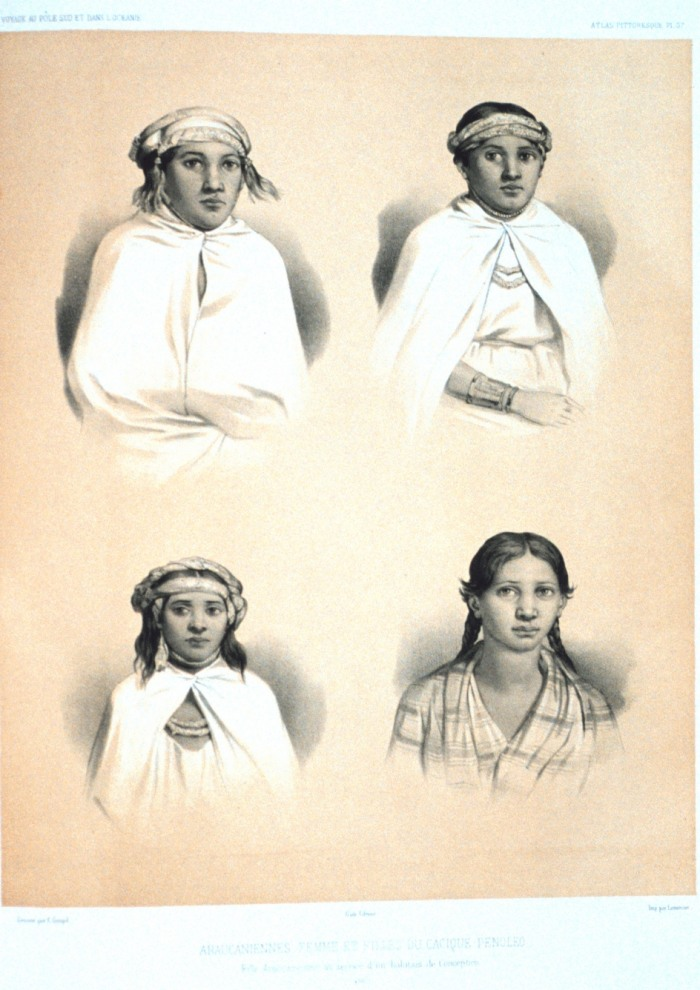
Dibuix de maputxes fet per Dumont d'Urville, 1842

Els maputxes també han estat anomenats araucans, el nom dels quals prové d'aucan, 'rebel'. Es divideixen en diversos grups:
- Maputxes pròpiament dits ('gent de la terra'), també coneguts com a molutxes ('gent de l'oest'); ocupaven antigament la zona entre el Biobío i el Toltén. Són el grup més guerrer i que encapçala més revoltes contra els criolls.
- Ranqueltxes, vivien als marges del riu Salado (a la Pampa). Foren desplaçats de llurs terres i acabaren unint-se als maputxes.
- Pikuntxes ('gent del nord'), vivien entre Copiapó-Itata i vora l'actual Mendoza, als rius Choapa i Ñuble. Actualment estan extints.
- Pewentxes ('gent dels araucàries'; de pewen, 'araucària'). En realitat eren patagons araucanitzats. Vivien a la província del Neuquén i a Ñuble i actualment són uns milers.
- Pueltxes ('gent de l'est'), vivien al voltant del riu Colorado; encara en queden uns milers.

## Costums
Els maputxes es dividien antigament en famílies, dirigides per un cap de família; aquestes s'agrupaven en aldees, dirigides per un ülmen i un Consell d'Ancians, i aquestes en districtes. Els districtes es podien agrupar en tribus, aquestes comandades per un toqui, i en cas de guerra, les tribus s'agrupaven en federacions, però sense unitat política estable, i amb l'única finalitat de defensar-se dels wingka ('enemics estrangers'). Practicaven la poligínia, preferentment sororal, i el pagament de la núvia. El nombre d'esposes determinava el grau de riquesa, i se'n simulaven el rapte. Tenien successió patrilineal i residència patrilocal, així com estructura familiar extensa. Vivien en ruka, cases multifamiliars de fusta cobertes de fang, canyes i branques d'arbre, agrupades en aldees (una aldea podia tenir d'una a vuit ruques). Fan música amb tambors i trompetes de canya i banya, anomenades trutruca. No tenen escriptura pròpia, però els fets importants, els escrivien en nusos semblants als khipus o quipus inques.
Un condiment picant, el merké, encara és dins la gastronomia de Xile, com un tipus de pa, el catuto.
Els homes vestien el poncho i els dones el chamal, una túnica llarga. La salutació era mari-mari, i les visites eren cerimonioses: l'amfitrió convidava a entrar i anava repetint vellechi vei noconas o bé mu piqueimi ('així és, és veritat', etc.). Jugaven molt i feien apostes (rau) als daus, pilma o quechincague, però el més curiós era la chueca, baralla incruenta a crits com inche cai longo ('soc cap de gos') o inche cai aucatigue ('soc cos de roure'). Judicialment gaudien de llargs codis orals, els adamapu, amb fort respecte a les lleis jeràrquiques i pena de mort per als delictes greus. I celebraven el ngillatun, celebració comunal de pregàries.
Els assassinats, els resolien amb una indemnització a la família del difunt, i només es reservava la pena de mort per als delictes de traïció, adulteri, robatori i embruixament mortal.

## Organització política
La Llei 19.253 de 27 d'octubre del 1993 reconeix el dret històric de les comunitats indígenes a posseir la seva terra, i gaudeixen d'un òrgan de govern propi, Aukill Wall Mapu Ngunam ('Consell de Totes les Terres'), dirigit des del 1992 per Aucan Huicanam, reconegut com a òrgan unitari de tots els araucans i maputxes, principalment. La defensa de la seva terra ancestral enfront dels interessos especulatius d'empreses forestals i hidroelèctriques ha comportat diferents formes de repressió pels estats xilè i argentí.
A la segona dècada del segle xxi, tres organitzacions han estat prominents en el moviment polític maputxe: la Coordinadora Arauco Malleco (CAM), l'Aliança Territorial Maputxe i el Consell de Totes les Terres. Aquestes tres agrupacions han substituït organitzacions reivindicatives precedents, com és el cas d'Ad Mapu (establerta el 1980).
La CAM, fundada el 1998, agrupa comunitats locals que reclamen la devolució integral de terres ancestrals a les comunitats maputxes. El programa polític de la CAM inclou l'autonomia política territorial sobre les terres recuperades, com a forma de reconstruir les característiques polítiques, culturals i religioses del poble maputxe.
A banda, existeix un partit polític maputxe, fundat el 2005 i no legalitzat a Xile fins al 2016: Wallmapuwen. El partit es defineix com a nacionalista maputxe, democràtic, d'esquerres, autonomista i laic.

## Història

### L'espai territorial històric
Abans de l'arribada dels espanyols, el territori comprès entre la costa pacífica i l'atlàntica (amb la separació natural dels Andes entremig) i entre el riu Copiapió, al nord, i l'Illa de Chiloé al sud, estava ocupat per una població que vivia de la caça, la recol·lecció i l'horticultura (Es calcula que a la zona actualment coneguda com a Xile hi havia un milió de persones). Era una societat sense especialitzacions i vivien en abundància de recursos i, per tant, tan sols emmagatzemaven per a cobrir una part de l'any –fet que els deixava temps lliure per a altres activitats. Precisament l'abundància de recursos es traduïa en una elevada quantitat de població sana i robusta.
Abans de la colonització hispànica no s'autodefinien com a maputxe, tot i que sí tenien trets culturals comuns –el mapuzugun com a idioma, per exemple. Ara bé, segons la zona s'hi van arribar a desenvolupar diferents tipus d'activitats, tant per les influències geogràfiques com pel contacte amb altres pobles. El mon indígena, certament, estava interrelacionat des dels primers temps. De fet, els maputxes van patir l'expansió de l'imperi Inca, especialment a partir del segle xv.
A nivell intern, hi havia una convivència relativament pacífica, i és que no hi havia disputes per la propietat territorial, ja que no existia, així com tampoc n'hi havia per la ramaderia ni robatoris perquè no hi havia gran acumulació de productes.
De fet, la cultura maputxe en el seu conjunt –llengua, costums, creences, nocions del temps i espai, organització sociopolítica i territorial– només tenen coherència i sentit en el seu origen en l'ocupació i relació amb l'espai territorial històric. Un territori que avui en dia, en les reclamacions sociopolítiques maputxe, es reconeix com a Wallmapu.
L'historiador xilè Cristóbal García Huidobro afirma que: «la terminologia "Wallmapu" no és relativament antiga, sinó més aviat nova. Neix d'un moviment revisionista, a principis dels anys 1990 que fa un reestudi i un revisionisme de la identitat, de la llengua, així com dels símbols que representarien el poble maputxe (...) no és una qüestió històrica ni prové de la cultura ancestral del poble maputxe que mai no va percebre el seu territori com un lloc particularment definit».

### Colonització europea: Guerra i relacions amb Espanya

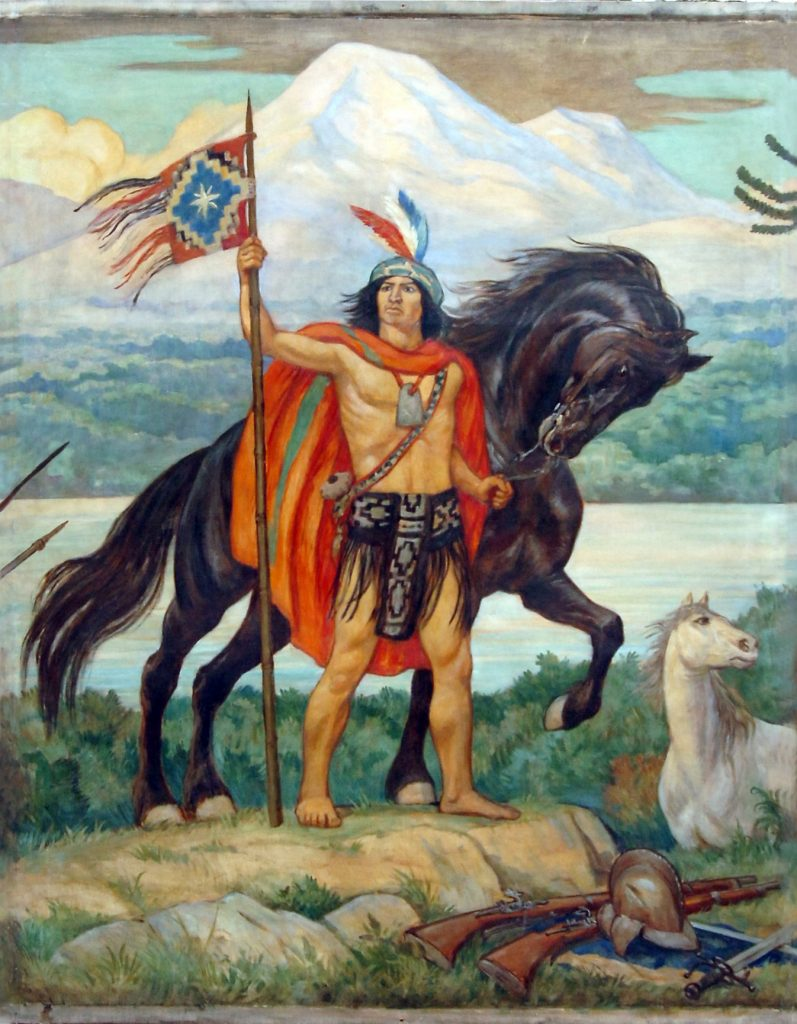
Lautaro, guerrer maputxe del segle XVI.

L'arribada dels espanyols al territori maputxe es va convertir, com en la resta d'Amèrica, en un intent de conquesta i en un conflicte conegut com la Guerra de Arauco, que s'allargà uns cent anys. Tanmateix, així com els primers atacs van donar lloc a una reducció del territori maputxe fins al riu Biobío, la resposta va ser ràpida i van aconseguir mantenir-se i resistir.
Per una banda, doncs, la població que quedà sota el domini colonial va ser sotmesa a una lògica d'explotació pel treball en les mines d'or o al camp, tot i que també esdevingueren agents econòmicament actius a través de les activitats de recol·lecció. Això sí, tot i que mantingueren certes creences culturals, es van veure submergits als dominis lingüístics i espirituals espanyols. Per una altra banda, la resta del territori va aconseguir mantenir-se independent i amb capacitat de negociar i mantenir contactes amb els espanyols a través dels anomenats parlaments, una forma de negociar precolombina en què els dos bàndols intercanviaven regals, menjaven i bevien per, posteriorment, negociar els pactes. Fou així com el 1641, en el parlament de Quilín, s'acordà acabar amb la guerra i fixar la frontera al riu Biobío.
Generalment s'ha estès la idea de la cultura guerrera o "l'esperit militar" dels maputxes, però en veritat, més que guerrers, era gent que es va veure forçada a resistir i lluitar davant unes forces invasores. Així, hi ha qui relaciona el seu èxit en les guerres davant els espanyols com una conseqüència de la seva organització social no jerarquitzada ni centralitzada.
L'arribada dels espanyols, pels maputxe en territori independent, va donar lloc a la incorporació del cavall, la ramaderia, l'aiguardent i les pestes. A partir d'aquest moment es van introduir a l'activitat ramadera mercantil, donant lloc a pressions en l'estructura social i política. Mantenint, això sí, una economia diversificada. Per una banda, seguien amb la recol·lecció de fruits i arrels i, per una altra, la ramaderia esdevingué una font de treball amb un sistema de criança en llibertat i la posterior caça. Seguien sense l'existència d'un mercat de valors, de manera que es generaven intercanvis però no acumulacions. Un model que suposa menys pressió sobre el territori comparat amb els centres urbans, els mercats i les explotacions productives intensives.
Paral·lelament, els criolls de les colònies reclamaven més autonomia i llibertat de comerç davant Espanya. Així fou com, amb la influència dels valors de la revolució francesa i amb la posterior participació activa del poble maputxe, tingué lloc el procés d'independència de Xile, obtinguda el 1810. Aquest procés, no obstant, suposà unes nefastes conseqüències pels maputxes que, fins al moment, havien comptat amb unes estructures pròpies de governabilitat, amb una certa unitat cultural davant el winka (espanyol, crioll, xilè o argentí) i amb vàries aliances polítiques-militars i econòmiques amb la corona.

### Independència de Xile i colonització interna
La independència suposà la fundació d'un nou estat Xilè amb la lògica europea i la influència dels valors de la revolució francesa: igualtat, fraternitat i llibertat. S'instaurà, doncs, un sistema liberal, de propietat privada i llibertat de comerç que, així com al principi es va seguir una política més aviat cautelosa amb el poble maputxe, a partir de la segona meitat del segle xix hi tingué lloc un procés geopolític de conquesta i invasió sobre el territori que habitaven, anomenat la "Pacificació de l'Araucania".
El 1862 hi hagué el primer atac de l'Estat Xilè, fins al 1881, quan aprofitant que el gruix de l'exèrcit xilè estava al Perú, es va produir un aixecament general dels maputxes en 1881 i que es considera la fi de les guerres, tot implicant la imposició d'un sistema colonial –físic, econòmic i espiritual– i la reducció del territori de l'Araucania. En definitiva, un colonialisme intern traduït en una societat homogènia d'individus. Fins aquí, els maputxe havien habitat amb unes estructures pròpies de governabilitat i amb una economia d'abundància. Així fou que en nom de la igualtat i la llibertat individual es van acaparar les terres col·lectives dels pobles perquè atemptava contra el dret de la propietat privada, trencant amb els tractats d'aliança que mantingueren durant la guerra d'independència.
Durant el període de 1880 a 1990, en una societat de postguerra, s'hi desenvoluparen un seguit de transformacions forçades per la transició d'una vida sota les directrius d'una nació independent a la dominació total. A més, mentre per una banda, a Argentina, es venia que els maputxes de la pampa eren xilens i, per tant, que no eren originaris, per una altra banda, a Xile es divulgava el contrari, que eren argentins, amb l'interès de prendre'ls-hi les terres i establir la ramaderia com a força econòmica del país. Malgrat la permanència d'una resistència maputxe armada, era qüestió de temps, ja que la seva tecnologia armamentística no s'havia desenvolupat ni innovat.
Tot això, a part de l'empobriment degut a les guerres, donà lloc a canvis en la població indígena, que passà a ser una societat agrícola de camperols pobres, desplaçats a les zones menys fèrtils, amb la conseqüent pèrdua de territori, de governabilitat i també d'identitat cultural. Al llarg del segle xix, doncs, s'estableix un sistema complex d'aliances i de divisions internes a l'hora d'entendre els fenòmens de resistències i integracions en el nou sistema. Per la seva banda, els colons –ara ja amb una clara identitat xilena o argentina–, i també els estrangers, van anar acaparant més i més terreny amb la protecció i la reproducció institucional del nou Estat nacional. Aquí, precisament, és important destacar el paper fonamental de l'escola en la constitució d'un grup que es dedicà a administrar la institucionalitat econòmica, política i cultural emergent del nou Estat, el qual acabarà imposant les seves lògiques de mono-producció i depredació.

### Del segle XX a l'actualitat: de la fragmentació a la unitat nacional
Al llarg del segle xx, després de la "pacificació de l'Araucania", s'intensifica la integració i la implementació de les estructures xilenes a l'Araucania per mitjà de l'escola, les missions, el servei militar, i la usurpació i privatització de les terres; el col·lectivisme característic fins aleshores donà pas a l'individualisme. Les relacions internes entre el winka i maputxe estan dominades per força violència, tot i que tant els mestissos pobres com els maputxes són els que en surten perdent. Malgrat una certa desconfiança, també s'estableixen relacions de col·laboració, d'intercanvis comercials i amistat entre fills de colons i de maputxes. I per exemple, així com els colons van fer ús de les pràctiques medicinals maputxe, ja que l'accés a la medicina occidental estava limitat a algunes zones urbanes, els maputxes van començar a accedir a les escoles i als temples protestants. Tot i així, degut a la creixent acumulació econòmica i de prestigi social pels colons, la relació entre ambdós que es va anar establint fou la de dominadors i dominats.
Altrament, en les següents generacions de maputxes, després d'una certa fragmentació, emergeixen vàries organitzacions tot donant lloc a moviments indigenistes i de resistències. Entre aquestes organitzacions existien diferents posicions, i així com es considera l'indigenisme com un intent d'integrar els pobles indígenes en les estructures de l'Estat, també sorgeixen respostes de resistència que donen lloc a un moviment d'autonomia, en què no es busca la participació sinó el reconeixement dels propis òrgans i administrar la pròpia justícia i els plans de desenvolupament. D'aquesta manera, una part del moviment maputxe ingressà en l'escena pública xilena i una altra busca crear-ne la seva pròpia. Compartint, però, la idea de recuperar les terres usurpades per tal de poder conservar la seva cultura.
Actualment, el poble maputxe presenta una gran fragmentació cultural, una subdivisió de la propietat i una migració cap a les grans ciutats per part de les generacions més joves. A més, la població viu una discriminació racial i social en les seves relacions amb la resta de la societat de Xile i Argentina, que es manifesta en forma de menors índexs d'educació, d'ingressos, i major desocupació i pobresa. Així com mantenen lluites de resistència davant de macro-projectes de multinacionals i són víctimes de la més brutal repressió, implicant l'empresonament i la mort d'alguns dirigents i activistes. En definitiva, una violència institucional que, a més, utilitza la repressió policial com a resposta de la mateixa desigualtat i segregació que l'Estat provoca.